# Mariana Mortágua
Mariana Rodrigues Mortágua es una economista y política portuguesa, perteneciente al Bloque de Izquierda.

## Biografía
Mariana Mortágua nació en Alvito, Distrito de Beja, Alentejo, el 24 de junio de 1986.
Es la hermana gemela de Joana Mortágua, que también es miembro destacado del Bloque de Izquierda, y es hija de Camilo Mortágua (un político histórico, exmiembro del partido LUAR, que participó en el asalto al buque Santa Maria, en 1961 y en el secuestro de un avión de la aerolínea portuguesa TAP, ese mismo año, en contra el régimen dictatorial de Salazar).
Tiene una licenciatura y un máster en Economía por el Instituto Universitario de Lisboa (ISCTE). Ha realizado un doctorado en la Escuela de Estudios Orientales y Africanos (SOAS) de la Universidad de Londres.
Entró en la Asamblea de la República de Portugal a los 27 años de edad, en 2013, en sustitución de Ana Drago, por el distrito electoral de Lisboa. Es miembro de la Comisión de Economía y Obras Públicas, así como de la Comisión de Presupuesto, Hacienda y Administración Pública.